# Essigsäure-2-ethylhexylester
Essigsäure-2-ethylhexylester (nach IUPAC-Nomenklatur: 2-Ethylhexylethanoat, auch als 2-Ethylhexylacetat bekannt) ist eine organisch-chemische Verbindung aus der Stoffgruppe der Carbonsäureester.

## Gewinnung und Darstellung
Großtechnisch hergestellt wird Essigsäure-2-ethylhexylester durch Umesterung von Methylacetat mit 2-Ethylhexanol bei Temperaturen um 80 °C an sauren Ionentauscherharzen.

## Eigenschaften

### Physikalische Eigenschaften
2-Ethylhexylacetat hat eine relative Gasdichte von 5,93 (Dichteverhältnis zu trockener Luft bei gleicher Temperatur und gleichem Druck) und eine relative Dichte des Dampf-Luft-Gemisches von 1,00 (Dichteverhältnis zu trockener Luft bei 20 °C und Normaldruck). Außerdem weist 2-Ethylhexylacetat einen Dampfdruck von 0,28 hPa bei 20 °C auf.

### Chemische Eigenschaften
Essigsäure-2-ethylhexylester ist ein schwer entzündbare Flüssigkeit aus der Stoffgruppe der Carbonsäureester. Sie ist schwer bzw. sehr schwer flüchtig und in Wasser praktisch unlöslich. Gefährlich Reaktionen treten bei Kontakt mit Alkalimetallen oder starken Laugen und Oxidationsmitteln auf.
Außerdem kommt 2-Methyl-1-pentanol in zwei enantiomeren Formen vor, da es am C2-Kohlenstoff des Alkylrests ein Chiralitätszentrum aufweist. Folglich existieren (R)-2-Ethylhexylacetat und (S)-2-Ethylhexylacetat. Ein 1:1 Gemisch der beiden Enantiomere bezeichnet man als Racemat.

## Verwendung
2-Ethylhexylacetat wird als hochsiedendes, hydrophobes Lösungsmittel für Cellulosenitrat und zahlreiche natürliche und synthetische Harze eingesetzt. Des Weiteren findet es Verwendung in Streich-, Spritz-, Tauch-Einbrennlacken. Hier wird es zur Verbesserung des Verlaufs und der Filmbildung verwendet. Ferner wird 2-Ethylhexylacetat auch als Zusatzstoff in Reinigungs-, Entlackungs- und eingesetzt.

## Sicherheitshinweise
Die Dämpfe von Essigsäure-2-ethylhexylester können mit Luft beim Erhitzen des Stoffes über den Flammpunkt explosive Gemische bilden. Hauptsächlich wird der Stoff über den Atemtrakt aufgenommen. Dabei kann es zu Reizwirkungen auf Schleimhäute und die Haut kommen. Außerdem besteht die Gefahr einer Störung im Zentralnervensystem. Weiterführende chronische Erkrankungen wurden nicht festgestellt. 2-Ethylhexylacetat wird in die Explosionsgruppe IIA eingeordnet und weist eine Untere Explosionsgrenze von ca. 1,1 Vol.-% sowie eine Obere Explosionsgrenze von ca. 7,5 Vol.-% auf. Mit einem Flammpunkt von 71 °C gilt 2-Ethylhexylacetat als schwer entflammbar. Die Zündtemperatur beträgt 230 °C. Der Stoff fällt somit in die Temperaturklasse T3.
Essigsäure-2-ethylhexylester wurde 2013 von der EU gemäß der Verordnung (EG) Nr. 1907/2006 (REACH) im Rahmen der Stoffbewertung in den fortlaufenden Aktionsplan der Gemeinschaft (CoRAP) aufgenommen. Hierbei werden die Auswirkungen des Stoffs auf die menschliche Gesundheit bzw. die Umwelt neu bewertet und ggf. Folgemaßnahmen eingeleitet. Ursächlich für die Aufnahme von Essigsäure-2-ethylhexylester waren die Besorgnisse bezüglich Verbraucherverwendung und weit verbreiteter Verwendung sowie der Gefahren ausgehend von einer möglichen Zuordnung zur Gruppe der CMR-Stoffe. Die Neubewertung fand ab 2015 statt und wurde von Belgien durchgeführt. Anschließend wurde ein Abschlussbericht veröffentlicht.